# Менуха (мошав)
Менуха (ивр. מְנוּחָה‎) — израильский мошав в регионе Хевель-Лахиш, административно относящийся к региональному совету «Лахиш». Население мошава на 2020 год насчитывает  жителей, среди которых есть светские, традиционные и религиозные.

## История
Мошав был основан в январе 1953 года выходцами из Курдистана, прибывшими с пропускного пункта Кастин, составлявшими большинство первых жителей, и выходцами из Персии из прибывшими с пропускного пункта Зарейн. Название мошава было дано ему вместе с мошавом Нахла по имени сионистской организации «Менуха ве-Нахла», основавшей мошаву Реховот.
Раввин Шабтай Бен-Хаим работал раввином мошава с 1955 года, он также был раввином района Хевель-Лахиш.
Через район мошава в прошлом проходил османский поезд в Египет.
В мошаве работают дошкольные учреждения. Дети мошава получают образование в районной школе или, альтернативно, в Кирьят-Гате . Молодежь также учится в Кирьят-Гате или Кфар-Менахеме .